# 콰드렐레
콰드렐레(이탈리아어: Quadrelle)는 이탈리아 캄파니아주 아벨리노도의 코무네다.

## 축제
매년 8월에 세례자 요한을 기념한 종교 축제를 연다. 그리고 1월 17일에는 성 대 안토니우스의 전통행사도 있다.